# Credobus Electronell 12
A Credobus Electronell 12 a magyar Kravtex-Kühne csoport által gyártott alacsony belépésű, elektromos szóló autóbusztípus, amelyet 2024-ben mutattak be. Elsősorban helyközi forgalomra tervezték, de elérhető városi kivitelben is.
Tervezett csuklós változata a Credobus Electronell 18.

## Learása
A 2024-ben piacra lépő Credobus elektromos buszcsalád Electronell modelljei 1,5 - 3 tonnával lesznek könnyebbek az eddig gyártott járműveknél.
Az új jármű a vontatómotor sokkal alacsonyabb energiafelhasználása csökkenti az üzemanyagköltségeket, alacsonyabb akkumulátorkapacítással, jobb elrendezéssel, ezáltal magasabb ülésszámmal rendelkezik.
A Kvartex-Kühle csoport Mosonmagyaróváron és Győrben készülő projektjének célja a Credobus első, saját fejlesztésű elektromos autóbusz családjának létrehozása valamint a cégcsoport erős jelenlétének megalapozása volt az elektromos autóbuszok terén Magyarországon és a kelet-közép-európai országokban. Ennek eredményeként egy-egy szóló és csuklós, városi-elővárosi alkalmazású, elektromos meghajtású autóbusz készül el.